# 54 Arietis
Désignations
54 Arietis est une étoile de la constellation du Bélier. 54 Arietis est sa désignation de Flamsteed. Elle est difficilement observable à l'œil nu, même dans de bonnes conditions d'observation, avec une magnitude apparente de 6,27. Basé sur un décalage annuel de la parallaxe de 4,39 mas, elle est située à environ 740 années-lumière (230 parsecs) de la Terre et s'éloigne de plus en plus avec une vitesse radiale de +44 km/s. La luminosité de l'étoile est diminuée de 0,15 en magnitude par l'extinction causée par le gaz et la poussière interstellaires. Elle est positionnée près de l'écliptique et est donc sujette aux occultations lunaires.
54 Arietis est une étoile géante rouge vieillissante de type spectral M0 III qui évolue actuellement le long de la branche asymptotique des géantes. Ayant épuisé la réserve d'hydrogène de son noyau stellaire, l'étoile s'est étendue jusqu'à 41 R☉. Sa luminosité varie légèrement, avec une périodicité de 6,2 jours et une variation d'une amplitude de 0,009 6 en magnitude. C'est une variable semi-régulière de sous-type SRb  présumée. Elle est autour de 387 fois plus lumineuse que le Soleil et sa température effective est de 4 013 K.